# Leonard Eric Newton
Leonard Eric Newton (* 26. September 1936) ist ein ghanaischer Botaniker, der sich vor allem auf das Sammeln von Samenpflanzen spezialisierte; hier vor allem auf die Pflanzengattung der Aloen. Sein offizielles botanisches Autorenkürzel lautet „L.E.Newton“.

## Leben und Karriere
Im Laufe seiner Karriere spezialisierte sich der Ghanaer vor allem auf die Pflanzengattung der Aloen und tätigte großteils Exkursionen in Afrika. Dabei vor allem in seinem Heimatland Ghana sowie im Benin und in Kenia. Des Weiteren trat er auch Exkursionen im Westen Asiens an, so unter anderem im Jemen, aber auch in Europa (Vereinigtes Königreich), wo er Mitarbeiter des Natural History Museum in London ist. Im Laufe seiner Karriere als Sammler arbeitete er unter anderem mit Phillip G. Archer, Henk Jaap Beentje, Susan Carter, David John Goyder, Harry Hall, Heidrun Hartmann, John Jacob Lavranos, Sigrid Liede-Schumann, Paul Mutuku Musili, Gilfrid Powys, S.A. Robertson und Gordon Douglas Rowley zusammen. Weitere Hauptgebiete Newtons waren neben den Aloaceae auch die Seidenpflanzengewächse, die Weinrebengewächse, die Zamiaceae, die Wolfsmilchgewächse, die Dickblattgewächse, die Korbblütler, die Scilloideae oder die Dracaenaceae.